# Alicia Nash
Alicia Esther Nash, nata Lardé Lopez-Harrison (San Salvador, 1º gennaio 1933 – Monroe, 23 maggio 2015), è stata una fisica e informatica statunitense di origini salvadoregne, moglie del celebre matematico John Nash.
La sua vita con Nash è stata raccontata nel libro del 1998, Il genio dei numeri di Sylvia Nasar, da cui è tratto il film del 2001 A Beautiful Mind diretto da Ron Howard, in cui è stata interpretata da Jennifer Connelly Per questo ruolo la Connelly vinse l'Oscar alla miglior attrice non protagonista.

## Biografia
Alicia Esther Lardé Lopez-Harrison nacque a San Salvador il 1º gennaio 1933 da Carlos Lardé e Alicia Lopez-Harrison, ultima di tre figli. Quando era bambina, suo padre si recò negli Stati Uniti diverse volte per lavoro prima di trasferirvi definitivamente nel 1944. Insieme alla propria famiglia, trascorse la sua vita per qualche periodo a Biloxi, nel Mississippi, per poi trasferirsi successivamente a New York. Dopo essere stata accettata dalla Marymount School di New York con l'aiuto di una lettera di raccomandazione dell'ambasciatore salvadoregno negli Stati Uniti ed esservi diplomata, fu accettata anche al Massachusetts Institute of Technology, dove studiò fisica e dove incontrò il futuro marito John Nash.
I due si sposarono nel 1957 ed ebbero un figlio, John Nash Jr., colpito anch'egli da schizofrenia. Divorziarono nel 1963 a causa dei numerosi problemi mentali che costrinsero Nash a trascorrere diversi periodi in ospedale. La morte della madre di quest'ultimo però costrinse Alicia a tornare con lui ad aiutarlo con le cure mediche. Alla fine i due si risposarono nel 2001.
Dopo la laurea al MIT, andò a lavorare per la Brookhaven Nuclear Development Corporation come fisica di laboratorio. All'inizio degli anni 60 lavorò presso la RCA come ingegnere aerospaziale prima e come programmatrice di computer e analista dati alla Con Edison poi.
Alicia Nash morì a 82 anni insieme al marito il 23 maggio 2015 in un incidente stradale nei pressi della cittadina di Monroe, in New Jersey, mentre stavano ritornando da un convegno in Norvegia dove il marito aveva ricevuto il prestigioso premio Abel. Il tassista che li aveva presi a bordo dall'aeroporto di Newark perse il controllo dell'auto finendo contro un guardrail. Entrambi i passeggeri furono sbalzati fuori dall'abitacolo del veicolo e morirono sul colpo.